# Alberto Gaudêncio Ramos
Alberto Gaudêncio Ramos (Belém, 30 marzo 1915 – Belém, 26 novembre 1991) è stato un arcivescovo cattolico brasiliano.

## Genealogia episcopale e successione apostolica
La genealogia episcopale è:
- Cardinale Scipione Rebiba
- Cardinale Giulio Antonio Santori
- Cardinale Girolamo Bernerio, O.P.
- Arcivescovo Galeazzo Sanvitale
- Cardinale Ludovico Ludovisi
- Cardinale Luigi Caetani
- Cardinale Ulderico Carpegna
- Cardinale Paluzzo Paluzzi Altieri degli Albertoni
- Papa Benedetto XIII
- Papa Benedetto XIV
- Cardinale Enrico Enriquez
- Arcivescovo Manuel Quintano Bonifaz
- Cardinale Buenaventura Córdoba Espinosa de la Cerda
- Cardinale Giuseppe Maria Doria Pamphilj
- Papa Pio VIII
- Papa Pio IX
- Cardinale Alessandro Franchi
- Cardinale Giovanni Simeoni
- Cardinale Antonio Agliardi
- Cardinale Basilio Pompilj
- Arcivescovo Joaquim Domingues de Oliveira
- Cardinale Jaime de Barros Câmara
- Arcivescovo Alberto Gaudêncio Ramos

La successione apostolica è:
- Arcivescovo Milton Corrêa Pereira (1962)
- Vescovo Angelo Frosi, S.X. (1970)
- Arcivescovo Alano Maria Pena, O.P. (1975)
- Vescovo Martinho Lammers, O.F.M. (1979)
- Vescovo José Luís Azcona Hermoso, O.A.R. (1987)